# Otus frutuosoi
Otus frutuosoi (лат.) — небольшая вымершая сова, которая когда-то[уточнить] обитала на острове Сан-Мигел. Видовое название дано в честь Гаспара Фрутуозо.

## История открытия и причины вымирания
Данный вид был описан по фоссилиям. Это первый вымерший вид сов, описанный на Азорских островах, и второй (первый — Otus mauli) — на Макаронезии.
Описатели предполагают, что наиболее вероятной причиной вымирания было поселение людей в XV веке, связанное с разрушением среды обитания и интродукцией.

## Описание
По сравнению со сплюшкой, крылья у представителей этого вида были меньше, ноги длиннее. Кроме того, в целом этот вид был меньше, чем Otus mauli. Пропорции его конечностей и удельная нагрузка на крылья указывают на то, что данный вид жил в основном на земле и обладал лишь слабыми способностями к полету. Отличительные анатомические особенности этого вида привели ученых к выводу, что этот вид был насекомоядным.